# النبطية التحتا
النبطية  هي إحدى القرى اللبنانية من قرى قضاء النبطية في محافظة النبطية.